# International Waterski & Wakeboard Federation
De International Waterski & Wakeboard Federation (IWWF) is de internationale sportfederatie voor het waterskiën en het wakeboarden.

## Historiek
De organisatie werd opgericht onder de naam Union Mondiale de Ski Nautique (UMSN), in het Engels International Water Ski Union, op 27 juli 1946 te Genève. Initiatiefnemers waren Albert Schmidt, André Couteau en waterskiërs uit Frankrijk, België en Zwitserland.
In 1988 werd de UMSN herdoopt in International Water Ski Federation (IWSF), naar aanleiding van de regelgeving van de International Sports Movement. Op het IWSF-congres van 1999 werd het wakeboarden opgenomen als discipline binnen de structuren en in 2009 werd de naam van de organisatie veranderd in International Waterski & Wakeboard Federation (IWWF).